# 주예나
주예나(1990년 5월 2일 ~ )는 대한민국의 여자 배구 선수로서, 인천 흥국생명 핑크스파이더스 소속이다. 포지션은 레프트이고, 서전트 점프는 55cm이다. 2008년 가을에 있었던 여자 배구 신인 드래프트 2라운드 2순위로 인천 흥국생명 핑크스파이더스에 입단했다. NH농협 2008~2009 V-리그에서 팀의 우승에 기여하였다. 또한 중앙여자고등학교 시절 청소년 국가대표 주전 레프트 공격수로 활약한 바 있으며, 빠른 몸동작과 강력한 서브를 구사한다.
16-17 시즌을 앞두고 개인일신상의 이유로 임의탈퇴를 통해 팀을 떠난다.

## 국가대표 경력
- 2007년 아시아 유스 여자배구 선수권대회 국가대표
- 2007년 세계 유스 여자배구 선수권대회 국가대표
- 2008년 아시아 청소년 여자배구 선수권대회 국가대표
- 2011년 월드그랜드챔피언쉽

## 수상경력
- 2008년 춘계연맹전 여고부 우수선수